# Serge Bimpage

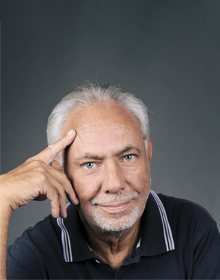
Serge Bimpage, 2020

Serge Bimpage (* 27. Februar 1951 in Genf) ist ein Schweizer Journalist und Schriftsteller.

## Leben
Serge Bimpage schloss sein Studium der Psychologie an der Universität Genf mit dem Lizenziat ab. Ab 1980 arbeitete er als Journalist für die Tageszeitungen Journal de Genève und Tribune de Genève sowie für das Wochenmagazin L’Hebdo. Von 1990 bis 1996 leitete er das Magazin Campus der Uni Genf.
Bimpage lebt in Genf.

## Auszeichnungen
- 1997: Preis der Genfer Buchmesse
- 2003: Preis der Société littéraire de Genève

## Werke

### Romane
- La Reconstitution, 1994
- Sonia ou l’empreinte de l’amour, 1996
- Moi, Henry Dunant, j’ai rêvé le monde, 2003
- Pokhara. 2006
- Le voyage inachevé. 2011
- La peau des grenouilles vertes, 2015
- Déflagration, 2020

### Erzählungen
- La seconde mort d’Ahmed Atesh Karagün, 1986
- La trattoria della fontana, 2000

### Essais
- Les visiteurs de la Suisse (über den Fotografen Jean-Pierre Grisel), 1999
- Un autre portrait de Genève, in: Voyage en Ville d’Europe, 2003
- Nicolas Binsfeld, 2004